# Phymosia umbellata
Espèce
Classification phylogénétique
Phymosia umbellata est une plante de la famille des Malvaceae originaire du Mexique.

## Position taxinomique
Antonio José Cavanilles avait décrit cette espèce en 1791 dans le genre Malva : Malva umbellata Cav.
George Don la transfère en 1831 dans le genre Sphaeralcea : Sphaeralcea umbellata (Cav.) G.Don
Diederich Franz Leonhard von Schlechtendal la place en 1837 dans le genre Sphaeroma : Sphaeroma umbellatum (Cav.) Schltdl.
Enfin Thomas Henry Kearney la transfère en 1949 dans le genre Phymosia : Phymosia umbellata (Cav.) Kearney

## Description
Il s'agit d'un petit arbuste au feuillage semi-persistant, pouvant atteindre 3 ou 4 mètres de hauteur.
Les feuilles, assez proches des feuilles de vigne, sont veloutées.
En été, les fleurs rouges s'épanouissent successivement à l'aisselle des feuilles.
Cette espèce compte 34 chromosomes.

## Distribution
Phymosia umbellata est originaire du Mexique.
Cette plante s'est maintenant répandue dans l'ensemble des régions tempérées. Elle exige un substrat relativement riche, mais moyennement ensoleillé.

## Utilisation
Cette espèce commence à être cultivée comme plante ornementale en France dans les régions les moins froides.

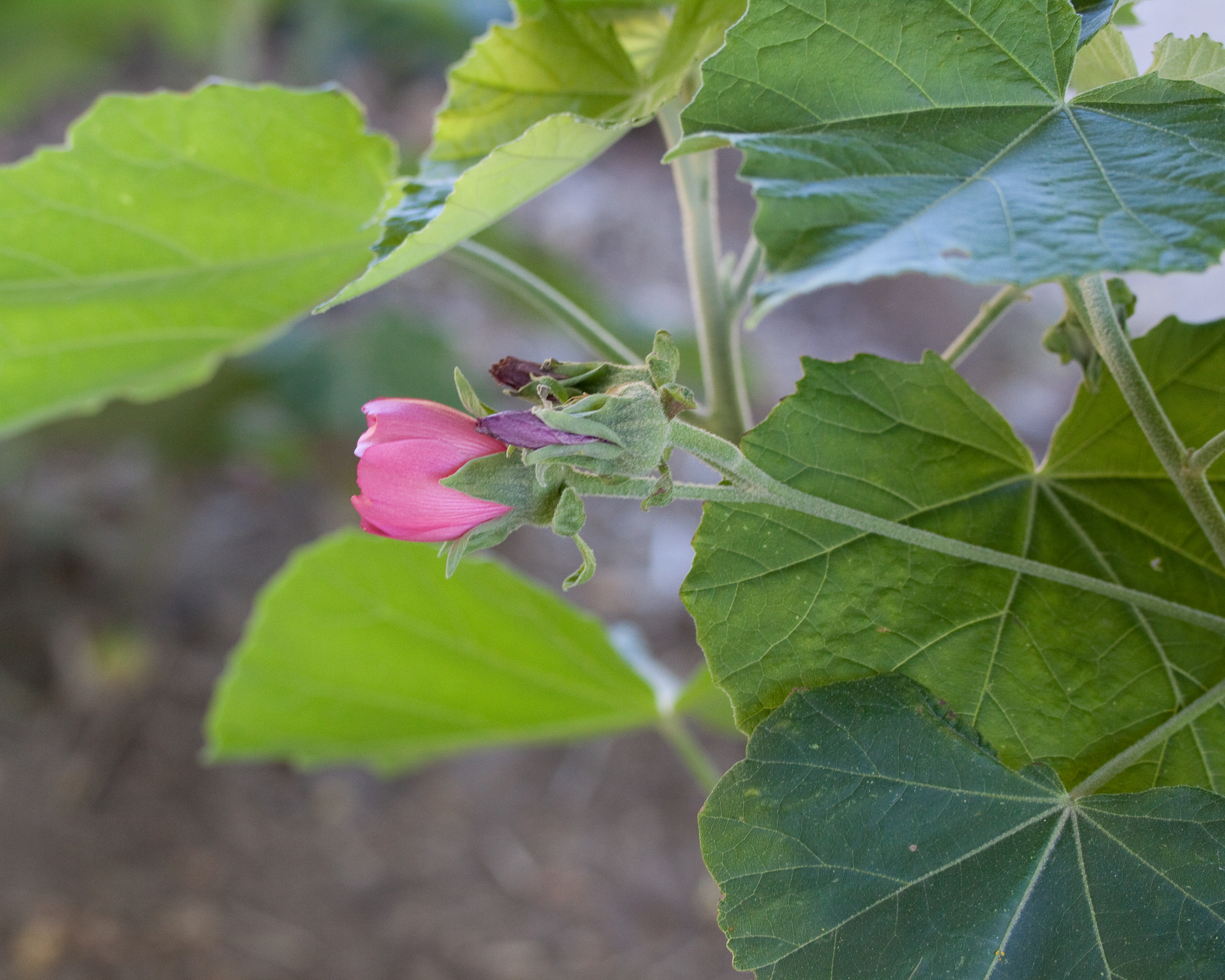
Floraison
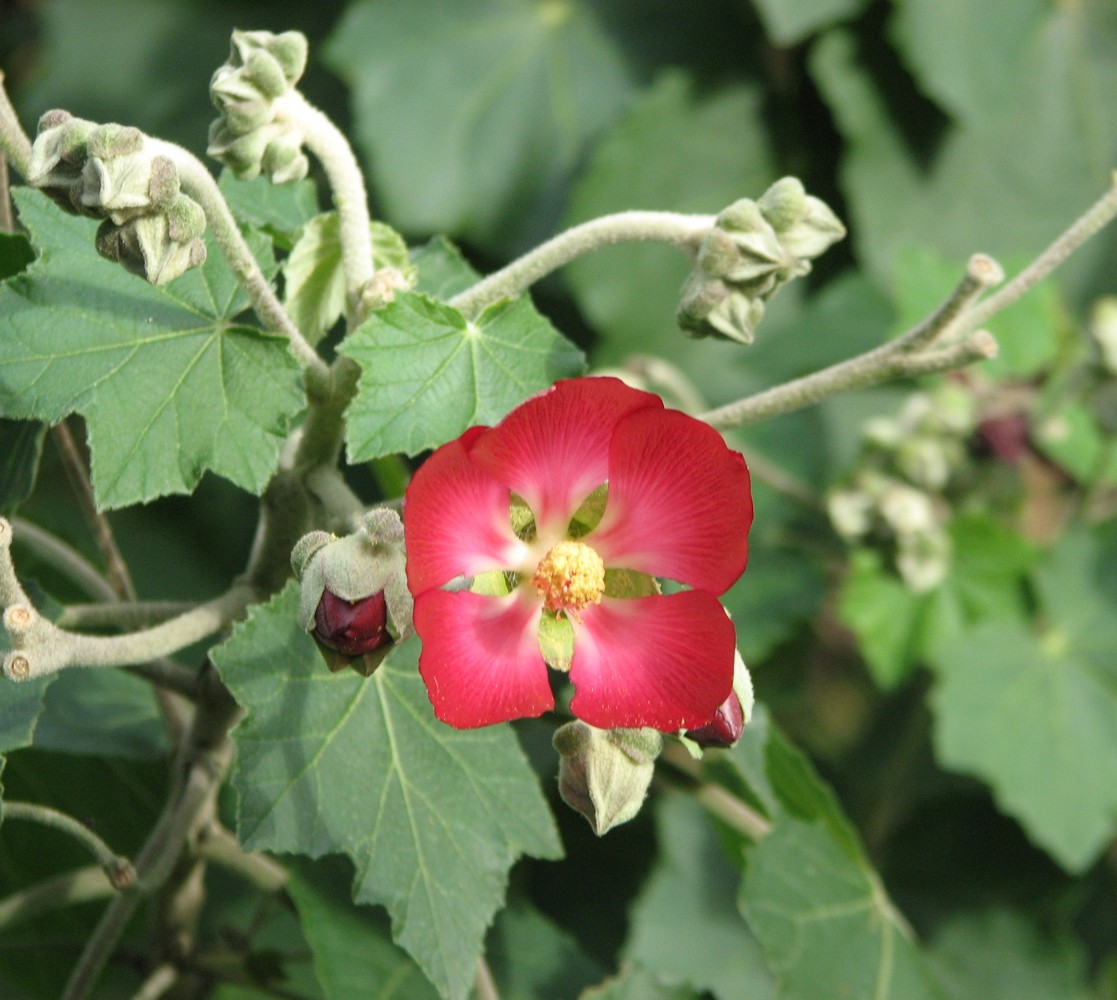
Fleur
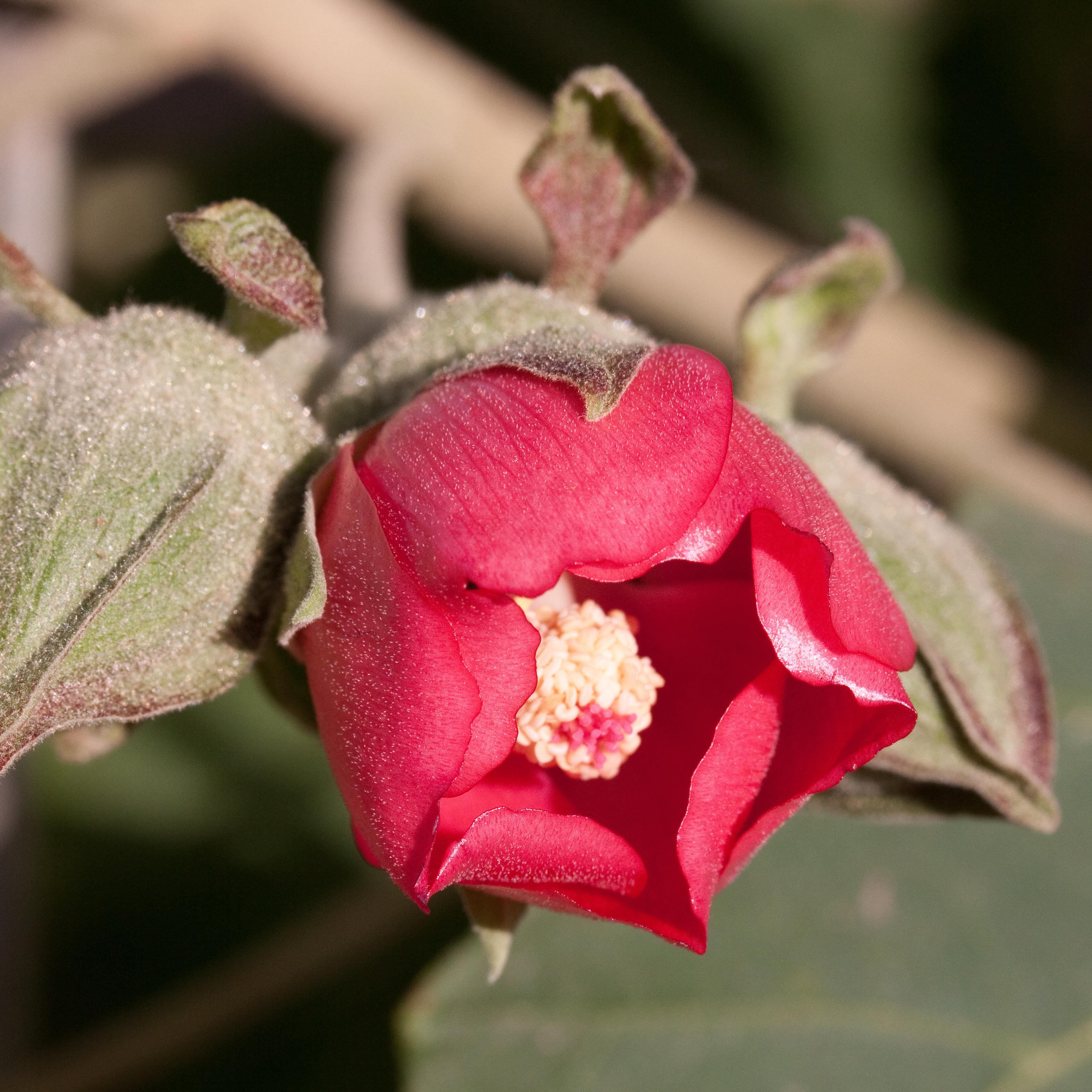
Fleur